# Abu Dhabi Open
El Torneig d'Abu Dhabi, oficialment conegut com a Abu Dhabi Women's Tennis Open, és un torneig de tennis professional que es disputa sobre pista dura. Actualment pertany als torneigs WTA 500 del circuit WTA femení. Se celebra al gener en el complex Abu Dhabi International Tennis Complex d'Abu Dhabi, Emirats Àrabs Units.

## Història
L'any 2009 es va crear un esdeveniment d'exhibició de tennis a Abu Dhabi amb el nom de Capitala World Tennis Championship per tal de promocionar l'esport en els Emirats Àrabs Units, i junt als torneigs professionals disputats a Dubai. Aquest esdeveniment convidava a sis tennistes masculins de primer nivell per repartir-se 250.000 dòlars, i es disputava a final d'any com a preparació per l'inici de la temporada següent. En l'edició de 2017 es van convidar tennistes femenines per primera ocasió.
A causa de la pandèmia de COVID-19, diversos torneigs es van cancel·lar o ajornar degut a les mesures de seguretat establertes pels diferents països en l'inici de la temporada 2021. L'organització del circuit WTA va atorgar una llicència per entrar a formar part del circuit professional dins la nova categoria creada en la remodelació del calendari, la WTA Tour 500.

## Palmarès

### Individual masculí
| Any         | Campió                                            | Finalista                                         | Resultat                                          |
| ----------- | ------------------------------------------------- | ------------------------------------------------- | ------------------------------------------------- |
| Exhibició   |                                                   |                                                   |                                                   |
| 2020        | Torneig suspès a causa de la pandèmia de COVID-19 | Torneig suspès a causa de la pandèmia de COVID-19 | Torneig suspès a causa de la pandèmia de COVID-19 |
| 2019        | Rafael Nadal (5)                                  | Stéfanos Tsitsipàs                                | 6−7(3), 7−5, 7−6(3)                               |
| 2018        | Novak Đoković (4)                                 | Kevin Anderson                                    | 4−6, 7−5, 7−5                                     |
| 2017        | Kevin Anderson                                    | Roberto Bautista Agut                             | 6−4, 7−6(0)                                       |
| 2016 (gen.) | Rafael Nadal                                      | David Goffin                                      | 6−4, 7−6(5)                                       |
| 2016 (des.) | Rafael Nadal                                      | Milos Raonic                                      | 7−6(2), 6−3                                       |
| 2015        | Andy Murray (2)                                   | Novak Đoković                                     | Renúncia                                          |
| 2013        | Novak Đoković                                     | David Ferrer                                      | 7−5, 6−2                                          |
| 2012        | Novak Đoković                                     | Nicolás Almagro                                   | 6−7(4), 6−3, 6−4                                  |
| 2011 (des.) | Novak Đoković                                     | David Ferrer                                      | 6−2, 6−1                                          |
| 2011 (gen.) | Rafael Nadal                                      | Roger Federer                                     | 7−6(4), 7−6(3)                                    |
| 2010        | Rafael Nadal                                      | Robin Söderling                                   | 7−6(3), 7−5                                       |
| 2009        | Andy Murray                                       | Rafael Nadal                                      | 6−4, 5−7, 6−3                                     |

### Individual femení
| Any       | Campiona                                          | Finalista                                         | Resultat                                          |
| --------- | ------------------------------------------------- | ------------------------------------------------- | ------------------------------------------------- |
| WTA 500   |                                                   |                                                   |                                                   |
| 2025      | Belinda Bencic (2)                                | Ashlyn Krueger                                    | 4−6, 6−1, 6−1                                     |
| 2024      | Ielena Ribàkina                                   | Dària Kassàtkina                                  | 6−1, 6−4                                          |
| 2023      | Belinda Bencic                                    | Liudmila Samsonova                                | 1−6, 7−6(8), 6−4                                  |
| 2022      | No celebrat                                       | No celebrat                                       | No celebrat                                       |
| 2021      | Arina Sabalenka                                   | Veronika Kudermétova                              | 6−2, 6−2                                          |
| Exhibició |                                                   |                                                   |                                                   |
| 2020      | Torneig suspès a causa de la pandèmia de COVID-19 | Torneig suspès a causa de la pandèmia de COVID-19 | Torneig suspès a causa de la pandèmia de COVID-19 |
| 2019      | Maria Xaràpova                                    | Ajla Tomljanović                                  | 6−4, 7−5                                          |
| 2018      | Venus Williams                                    | Serena Williams                                   | 4−6, 6−3, [10−8]                                  |
| 2017      | Jeļena Ostapenko                                  | Serena Williams                                   | 6−2, 3−6, [10−5]                                  |

### Dobles femenins
| Any     | Campiones                         | Finalistes                      | Resultat         |
| ------- | --------------------------------- | ------------------------------- | ---------------- |
| WTA 500 |                                   |                                 |                  |
| 2025    | Jeļena Ostapenko Ellen Perez      | Kristina Mladenovic Zhang Shuai | 6−2, 6−1         |
| 2024    | Sofia Kenin Bethanie Mattek-Sands | Linda Nosková Heather Watson    | 6−4, 7−6(4)      |
| 2023    | Luisa Stefani Zhang Shuai         | Shuko Aoyama Chan Hao-ching     | 3−6, 6−2, [10−8] |
| 2022    | No celebrat                       | No celebrat                     | No celebrat      |
| 2021    | Shuko Aoyama Ena Shibahara        | Hayley Carter Luisa Stefani     | 7−6(5), 6−4      |